# USL League One 2024
La USL League One 2024 è stata la sesta edizione del terzo livello del campionato professionistico statunitense di calcio organizzato dalla United Soccer League. Il numero di partecipanti al campionato in questa stagione è rimasto a quota 12, per effetto dell'ingresso dello Spokane Velocity e del passaggio dei campioni in carica del North Carolina in USL Championship.

## Formula
La formula del torneo per questa stagione è stata quella di un girone all'italiana, nel quale ogni squadra ha disputato un totale di 22 partite di stagione regolare, affrontando ciascun avversario una volta in casa e uno in trasferta. Al termine della stagione regolare, le prime otto classificate hanno poi disputato la postseason per determinare il campione. Nei playoff, in gara secca più eventuali supplementari e rigori, tutte le partite si sono giocate in casa della squadra meglio piazzata alla fine della regular season.
Va inoltre sottolineato come in questa stagione sia stata introdotta una coppa di lega, nota come Coppa USL, aperta a tutti i club partecipanti al campionato.

## Partecipanti
| Club                   | Città       | Stato             | Stadio                           | Capienza |
| ---------------------- | ----------- | ----------------- | -------------------------------- | -------- |
| C.V. Fuego             | Fresno      | California        | Fresno State Soccer Stadium      | 1.000    |
| Charlotte Independence | Charlotte   | Carolina del Nord | American Legion Memorial Stadium | 10.500   |
| Chattanooga Red Wolves | Chattanooga | Tennessee         | David Stanton Field              | 5.500    |
| Forward Madison        | Madison     | Wisconsin         | Breese Stevens Field             | 5.000    |
| Greenville Triumph     | Greenville  | Carolina del Sud  | Legacy Early College Field       | 4.000    |
| Lexington              | Lexington   | Kentucky          | Toyota Stadium (Georgetown)      | 5.000    |
| Northern Colorado H.   | Windsor     | Colorado          | Future Legends Complex           | 6.000    |
| One Knoxville          | Knoxville   | Tennessee         | Regal Stadium                    | 3.000    |
| Richmond Kickers       | Richmond    | Virginia          | City Stadium                     | 22.611   |
| S.G. Tormenta          | Statesboro  | Georgia           | Eagle Field                      | 3.500    |
| Spokane Velocity       | Spokane     | Washington        | One Spokane Stadium              | 5.100    |
| Union Omaha            | Omaha       | Nebraska          | Werner Park (Papillion)          | 9.023    |

## Classifica regular season
|  | Pos. | Squadra                | Pt | G  | V  | N | P  | GF | GS | DR  |
|  | ---- | ---------------------- | -- | -- | -- | - | -- | -- | -- | --- |
|  | 1.   | Union Omaha            | 48 | 22 | 15 | 3 | 4  | 47 | 24 | +23 |
|  | 2.   | Northern Colorado H.   | 41 | 22 | 12 | 5 | 5  | 34 | 18 | +16 |
|  | 3.   | Forward Madison        | 39 | 22 | 10 | 9 | 3  | 35 | 18 | +17 |
|  | 4.   | Greenville Triumph     | 37 | 22 | 11 | 4 | 7  | 39 | 28 | +11 |
|  | 5.   | One Knoxville          | 35 | 22 | 9  | 8 | 5  | 23 | 16 | +7  |
|  | 6.   | Charlotte Independence | 34 | 22 | 9  | 7 | 6  | 37 | 31 | +6  |
|  | 7.   | Spokane Velocity       | 27 | 22 | 7  | 6 | 9  | 26 | 35 | -9  |
|  | 8.   | Richmond Kickers       | 24 | 22 | 6  | 6 | 10 | 25 | 34 | -9  |
|  | 9.   | Lexington              | 21 | 22 | 5  | 6 | 11 | 33 | 42 | -9  |
|  | 10.  | S.G. Tormenta          | 20 | 22 | 4  | 8 | 10 | 33 | 42 | -9  |
|  | 11.  | Chattanooga Red Wolves | 18 | 22 | 5  | 3 | 14 | 28 | 48 | -20 |
|  | 12.  | C.V. Fuego             | 18 | 22 | 5  | 3 | 14 | 27 | 51 | -24 |

Legenda:
      Ammesse ai quarti di finale dei play-off.

## Playoff
|  | Quarti di finale | Quarti di finale       | Quarti di finale |                    |       | Semifinali      | Semifinali | Semifinali |  |  | Finale | Finale | Finale |  |
|  |                  |                        |                  |                    |       |                 |            |            |  |  |        |        |        |  |
|  | 1                | Union Omaha            | 1                |                    |       |                 |            |            |  |  |        |        |        |  |
|  | 1                | Union Omaha            | 1                |                    |       |                 |            |            |  |  |        |        |        |  |
|  | 8                | Richmond Kickers       | 0                |                    |       |                 |            |            |  |  |        |        |        |  |
|  | 8                | Richmond Kickers       | 0                |                    | 1     | Union Omaha     | 2          |            |  |  |        |        |        |  |
|  |                  |                        |                  |                    | 1     | Union Omaha     | 2          |            |  |  |        |        |        |  |
|  |                  |                        | 4                | Greenville Triumph | 1     |                 |            |            |  |  |        |        |        |  |
|  | 4                | Greenville Triumph     | 4                | Greenville Triumph | 1     | 2               |            |            |  |  |        |        |        |  |
|  | 4                | Greenville Triumph     |                  |                    |       |                 |            |            |  |  |        |        |        |  |
|  | 5                | One Knoxville          | 1                |                    |       |                 |            |            |  |  |        |        |        |  |
|  | 5                | One Knoxville          | 1                |                    | 1     | Union Omaha     | 3          |            |  |  |        |        |        |  |
|  |                  |                        |                  |                    |       |                 |            |            |  |  |        |        |        |  |
|  |                  |                        | 7                | Spokane Velocity   | 0     |                 |            |            |  |  |        |        |        |  |
|  | 2                | Northern Colorado H.   | 7                | Spokane Velocity   | 0     | 0               |            |            |  |  |        |        |        |  |
|  | 2                | Northern Colorado H.   |                  |                    |       |                 |            |            |  |  |        |        |        |  |
|  | 7                | Spokane Velocity       | 3                |                    |       |                 |            |            |  |  |        |        |        |  |
|  | 7                | Spokane Velocity       | 3                |                    | 3     | Forward Madison | 0 (4)      |            |  |  |        |        |        |  |
|  |                  |                        |                  |                    | 3     | Forward Madison | 0 (4)      |            |  |  |        |        |        |  |
|  |                  |                        | 7                | Spokane Velocity   | 0 (5) |                 |            |            |  |  |        |        |        |  |
|  | 3                | Forward Madison        | 7                | Spokane Velocity   | 0 (5) | 2               |            |            |  |  |        |        |        |  |
|  | 3                | Forward Madison        |                  |                    |       |                 |            |            |  |  |        |        |        |  |
|  | 6                | Charlotte Independence | 0                |                    |       |                 |            |            |  |  |        |        |        |  |